# Singles (álbum de Travis)
Singles é a primeira e única compilação da banda escocesa de rock Travis, lançada em novembro de 2004 com a produção do vocalista Fran Healy. O repertório reúne os singles da banda até aquele momento, incluindo músicas de discos como The Man Who (1999) e The Invisible Band (2001).

## Faixas
1. "Sing"
2. "Driftwood"
3. "Writing to Reach You"
4. "Why Does It Always Rain on Me?"
5. "Re-Offender"
6. "Walking in the Sun"
7. "Tied to the 90's"
8. "Coming Around"
9. "Flowers in the Window"
10. "Love Will Come Through"
11. "More Than Us"
12. "Side"
13. "U16 Girls"
14. "Happy"
15. "All I Want to Do Is Rock"
16. "The Beautiful Occupation"
17. "Turn"
18. "The Distance"
19. "Bring Me Round" (faixa-bônus da edição japonesa)